# Gambit hetmański
Gambit hetmański – otwarcie szachowe powstające po posunięciach:
1. d4 d5
2. c4.

Jest jednym z najczęściej wybieranych debiutów w grupie debiutów zamkniętych. Białe poświęcają piona w zamian za opanowanie centrum szachownicy. Czarne mogą ofiarę przyjąć albo odrzucić.
Pierwsze wzmianki o gambicie hetmańskim można spotkać już w roku 1497 u Luisa Luceny. Debiut ten zyskał wielką popularność pod koniec XIX wieku, dzięki sukcesom Johannesa Zukertorta w Londynie w 1883 oraz Harry'ego Pillsbury w Hastings w 1885. Największy wkład w rozwój teorii gambitu hetmańskiego mieli Wilhelm Steinitz, Siegbert Tarrasch oraz Akiba Rubinstein. Szczyt popularności gambitu hetmańskiego przypadł na lata dwudzieste i trzydzieste XX wieku, jednak i dziś jest on chętnie stosowany przez najsilniejszych arcymistrzów świata.
Rozróżniamy dwa główne warianty gambitu hetmańskiego:
- gambit nieprzyjęty

1. d4 d5
2. c4 e6

- gambit przyjęty

1. d4 d5
2. c4 d:c4

Zamiast tych dwóch podstawowych kontynuacji, w wyjściowej pozycji gambitu hetmańskiego czarne mają do wyboru inne posunięcia:
2...c6 – obrona słowiańska
2...Sc6 – obrona Czigorina
2...e5 – kontrgambit Albina
2...Sf6 – obrona Marshalla
2...Gf5 – obrona bałtycka
2...c5 – obrona austriacka
W Encyklopedii otwarć szachowych gambit hetmański oznaczony jest kodami od D06 do D69.

## Wybrana literatura
- Dražen Marović (1992), Play the Queen's Gambit, Cadogan Books, ISBN 1-85744-016-1
- Luděk Pachman (2001), Das Damengambit. 3., aktualisierte Auflage. Edition Olms, Zurych, ISBN 3-283-00274-6
- Christopher Ward (2006), Play The Queen's Gambit, Everyman Chess, ISBN 1-85744-411-6
- Jerzy Konikowski (2007), Modernes Damengambit-richtig gespielt. 2., aktualisierte Auflage. Joachim Beyer Verlag, Hollfeld, ISBN 978-3-88805-483-9
- Lars Schandorff (2009), Playing the Queen's Gambit: A Grandmaster Guide, Quality Chess, ISBN 978-1906552183
- Dmitrij Komarow, Stefan Djurić, Claudio Pantaleoni (2009), Chess Opening Essentials, Vol. 2: 1.d4 d5 / 1.d4 various / Queen’s Gambits, New In Chess. ISBN 978-90-5691-269-7